# Sauterelle d'Imphy
La Sauterelle d'Imphy de type A, ou simplement Sauterelle ([so.tʁɛl]), est une arbalète lanceuse de grenades à main utilisée par les forces françaises et britanniques sur le front occidental pendant la Première Guerre mondiale. C'est le général Henri Berthelot qui approuve son adoption par l'armée française.
Cette arbalète est imaginée par le capitaine d'artillerie André Broca. Il dépose un brevet le 13 mars 1915 pour cette invention. Il précise, dans ce dépôt de brevet, que l'arbalète est destinée « à projeter jusqu’à quelques centaines de mètres, au moyen de l’énergie emmagasinée dans des ressorts présentant une inertie aussi faible que possible, des grenades, des bombes et autres engins, ces projectiles pesant de 1 à 10 kilos, ou même davantage ». 
Dans les faits, cette arbalète de 29 kg peut lancer jusqu'à 4 grenades F1 ou grenade Mills par minute, sur une distance d'environ 125 mètres.
L'arbalète est rapidement adoptée par l’armée française, qui fabrique, entre 1915 et 1917, un millier d’exemplaires par l’aciérie d’Imphy. Elle est également utilisée par les forces britanniques en remplacement  de la catapulte Leach (en) jusqu'à ce qu'elle soit remplacée en 1916 par le mortier Cellerier et le mortier Stokes. 
« Selon la notice d’utilisation, cette arme disposait d’une règle métallique graduée en centimètres, de 40 à 76, sur laquelle glissait un curseur. Pour envoyer une grenade à une distance donnée, il fallait consulter une table de tir pour régler la hausse. Une fois le curseur bien serré, il restait à tendre les ressorts avec des manivelles… Puis lâcher la grenade.
Un modèle plus imposant sera développé par la suite, afin de lancer des projectiles plus lourds… mais sans succès. »